# John T. Barton
Le Dr. John T. Barton, médecin généraliste et pionnier de la conquête de l'Ouest fut en 1857 le fondateur de la ville d'Olathe (Kansas), dans le Territoire du Kansas créé trois ans plus tôt, après avoir été assigné à l'assistance médicale aux tribus shawnee, et devint son premier maire. C'est son interprète Dave Daugherty, qui lui donna l'idée du nom de la ville, voulant dire en shawnee "de toute beauté".
Né en 1831 dans le comté d'Albemarle, en Virginie, il était âgé de seulement 26 lors de sa découverte.